# Shoftim
Shoftim, Shof'tim, o Shofetim (in ebraico שֹׁפְטִים‎?, tradotto in italiano "giudici", incipit di questa parashah) è la quarantottesima porzione settimanale della Torah nel ciclo annuale ebraico di letture bibliche dal Pentateuco, quinta nel Libro del Deuteronomio. Rappresenta il passo Deuteronomio 16:18-21:9, che gli ebrei leggono generalmente in agosto o settembre.
La parashah espone una costituzione (una struttura sociale basilare) per gli Israeliti. La parashah inoltre illustra le regole per i magistrati, re, Leviti, profeti, città-asilo, testimoni, guerra, e un cadavere disperso.

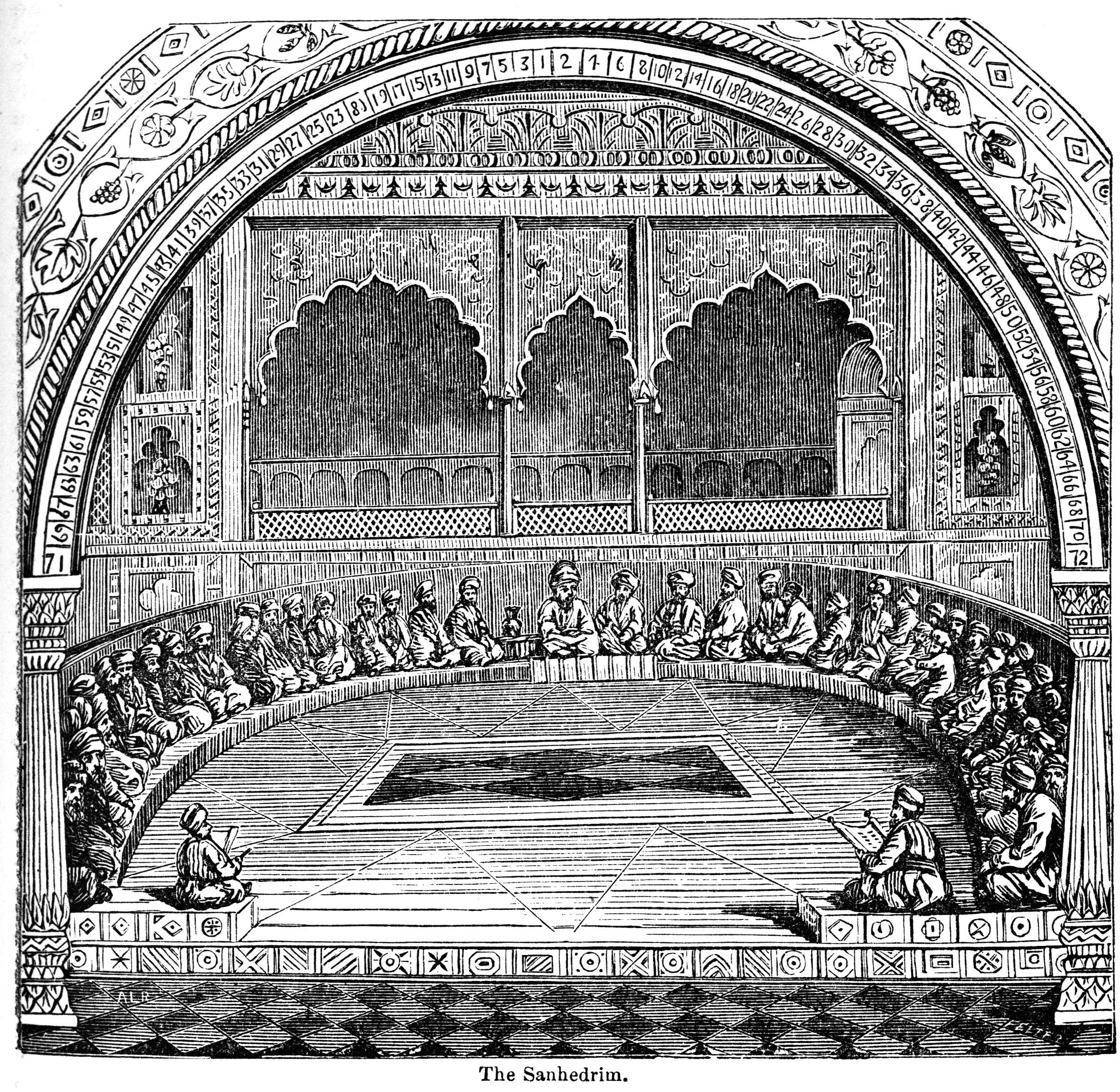
Il Sinedrio (illustrazione da People's Cyclopedia of Universal Knowledge, 1883)

## Comandamenti
Secondo lo Sefer ha-Chinuch ci sono 14 comandamenti positivi e 27 negativi in questa parashah.
- Nominare giudici[3]
- Non piantare un albero nel santuario[4]
- Non erigere una colonna in un posto pubblico di culto[5]
- Non offrire un animale temporaneamente difettoso[6]
- Agire secondo le normative del Sinedrio[7]
- Non deviare dalla parola del Sinedrio[7]
- Nominare un re da Israele[8]
- Non nominare un convertito[8]
- Il re non deve possedere troppi cavalli.[9]
- Non dimorare permanentemente in Egitto[9]
- Il re non deve avere troppe mogli.[10]
- Il re non deve possedere troppo argento e oro.[10]
- Il re deve avere una Torah separata per se stesso.[11]
- Alla Tribù di Levi non si deve dare una porzione di terra in Israel; invece si deve dar loro città in cui risiedere.[12]
- I Leviti non devono prendere una parte del bottino di guerra.[12]
- Dare la spalla, due guance e lo stomaco degli animali macellati a un Kohen[13]
- Mettere da parte la decima del Kohen (Terumah Gedolah)[14]
- Dare la prima tosatura della pecora ad un Kohen[14]
- I turni di lavoro dei sacerdoti deve essere uguale durante le festività.[15]
- Non andare in trance per prevedere gli eventi[16]
- Non eseguire atti di magia[16]
- Non pronunciare incantesimi[17]
- Non consultare un medium (ov)[17]
- Non consultare un mago (yidoni)[17]
- Non cercare di contattare i morti[17]
- Ascoltare il profeta che parla in Nome di Dio[18]
- Non profetizzare falsamente nel Nome di Dio[19]
- Non profetizzare nel nome di un idolo[19]
- Non aver paura di mettere a morte il falso profeta[20]
- Designare città di rifugio e preparare i percorsi per raggiungerle[21]
- Un giudice non deve aver pietà dell'omicida o dell'assalitore durante un processo.[22]
- Non spostare i limiti di confine per rubare la proprietà di qualcuno[23]
- Non accettare la testimonianza di un solo testimone[24]
- Punire i falsi testimoni come loro stessi cercavano di punire l'imputato[25]
- Non spaventarsi e ritirarsi durante la battaglia[26]
- Nominare un sacerdote per parlare ai soldati durante la guerra[27]
- Offrire termini di pace agli abitanti di una città mentre la si tiene in assedio e trattarli secondo la Torah se accettano i termini[28]
- Non lasciar sopravvivere nessuna delle sette nazioni canaanite[29]
- Non distruggere gli alberi da frutto anche durante un assedio[30]
- Spezzare il collo di un vitello vicino alla valle del fiume dopo un omicidio irrisolto[31]
- Non lavorare né piantare in quella valle del fiume[31]

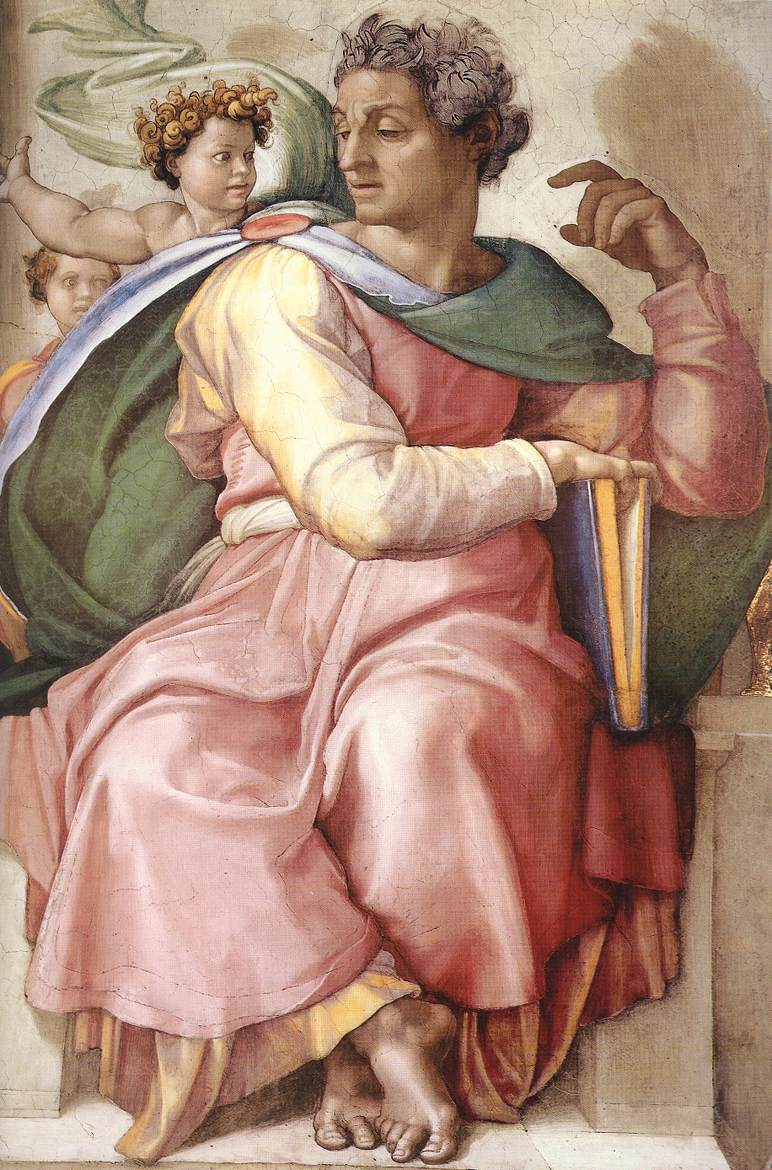
Isaia (dipinto di Michelangelo)

## Haftarah
La haftarah della parashah è Isaia 51:12-52:12. La haftarah è la quarta nel ciclo di sette haftarot di consolazione dopo Tisha b'Av, che precede Rosh Hashanah.

## Riferimenti
La parashah ha paralleli o viene discussa nelle seguenti fonti:

### Antichi

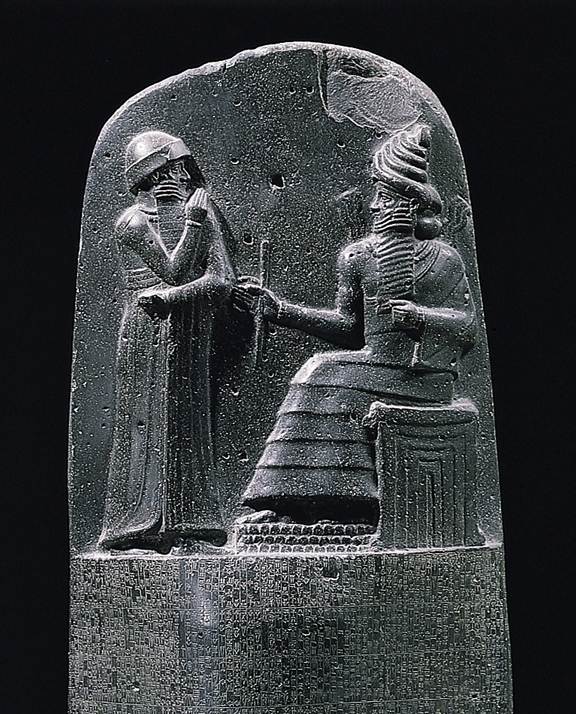
Hammurabi

- Codice di Hammurabi 23–24. Babilonia, circa 1780 p.e.v. Rist. int. al James B. Pritchard, Ancient Near Eastern Texts Relating to the Old Testament, pp. 163, 167. Princeton: Princeton University Press, 1969. ISBN 0-691-03503-2. (omicidio irrisolto).
- Leggi ittite, 6. Impero Ittita, circa 1600–1100 p.e.v.. Rist. int. al. James B. Pritchard, Ancient Near Eastern Texts Relating to the Old Testament, pp. 188, 189. Princeton: Princeton University Press, 1969. ISBN 0-691-03503-2. (omicidio irrisolto).

### Biblici
- Genesi 26:2[33] (non andare in Egitto); Genesi 28:18[34] (colonna).
- Esodo 24:4[35] (colonne).
- Levitico 18:21[36] (Molech); Levitico 20:1-5[37] (Molech).
- Deuteronomio 4:19[38] (adorazione del sole, luna, stelle).
- Giosuè 24:26[39] (colonna di pietra).
- 1 Samuele 8:4-22[40] (re).
- 1 Re 11:3[41] (mogli di Salomone); 1 Re 11:4-8[42], 33 (Molech); 1 Re 22:6-38[43] (profeti veri e falsi).
- 2 Re 16:3[44] (figlio passa sul fuoco); 2 Re 17:17[45] (figli passano sul fuoco); 2 Re 21:6[46] (figlio passa sul fuoco); 2 Re 23:10-14[47] (Molech).

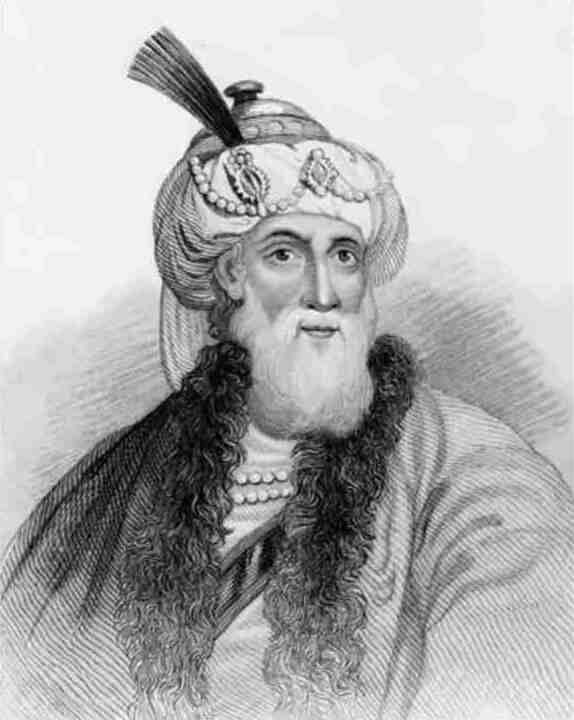
Flavio Giuseppe

- Isaia 28:7-13[48] (falsi profeti); Isaia 57:9[49] (Molech o re).
- Geremia 7:31[50] (sacrificio di infanti); Geremia 8:1-2[51] (adorazione del sole, luna, stelle); Geremia 22:1-5[52] (doveri dei re); Geremia 23:9-40[53] (vagliare i profeti); Geremia 28:7-9[54] (giudicare i profeti dai risultati); Geremia 32:35[55] (Molech); Geremia 37:19[56] (giudicare i profeti dai risultati); Geremia 42:13-22[57] (non andare in Egitto); Geremia 49:1-3[58] (Molech o Malcam).
- Ezechiele 8:16-18[59] (adorazione del sole); Ezechiele 12:21-14:11[60] (profeti veri e falsi); Ezechiele 16:20-21[61] (sacrificio di infanti); Ezechiele 17:15[62] (re cerca cavalli in Egitto); Ezechiele 23:37[63] (sacrificio di figli).
- Osea 3:4[64] (colonna).
- Amos 5:25-27[65] (Molech o re).
- Michea 3:5-7[66] (falsi profeti).
- Sofonia 1:4-6[67] (Molech).
- Salmi 9:13[68] (Dio vendica il sangue); Salmi 19:13[69] (purificarsi di vizi nascosti), Salmi 20:8[70] (fiducia nei cavalli); Salmi 23:4[71] (Dio è con me); Salmi 27:12[72] (presenza di falsi testimoni); Salmi 30:1[73] (dedica della casa); Salmi 106:34-41[74] (comandamento di distruggere i canaaniti); Salmi 119:97[75] (meditazione sulla legge); Salmi 122:1-5[76] (giudizio da Gerusalemme).
- Giobbe 31:26-28[77] (adorazione del sole, luna).
- 2 Cronache 19:4-11[78] (giudici e leviti); 2 Cronache 33:6[79] (figli passano sul fuoco).

### Non rabbinici
- Flavio Giuseppe, Antichità giudaiche 4:8:14–17, 33, 41. Archiviato il 1º aprile 2014 in Internet Archive. Circa 93–94 e.v.. Rist. int. al. su The Works of Josephus: Complete and Unabridged, New Updated Edition. Trad. (EN)  di William Whiston, pp. 117–18, 122–23. Peabody, Mass.: Hendrickson Pub., 1987. ISBN 0-913573-86-8.
- Vangelo di Matteo 7:15-23[80] (falsi profeti).
- Atti degli Apostoli 7:42-43[81] (Molech).

### Rabbinici classici
- Mishnah: Peah 8:9; Demai 4:10; Sheviit 10:8; Challah 4:9; Bikkurim 2:10; Beitzah 1:6; Yevamot 15:3; Sotah 6:3; 7:2, 8; 8:1–9:9; Bava Batra 3:4; Sanhedrin 1:3, 5; 2:4–5; 6:4; 7:7; 10:6; 11:2, 4–6; Makkot 1:1–9; 2:5, 8; Chullin 10:1; 11:1–2; Parah 1:1. Terra d'Israele, circa 200 e.v. Rist. su The Mishnah: A New Translation. Trad. (EN)  di Jacob Neusner, pp. 35, 79, 92, 157, 172, 292, 373, 457, 459–64, 564, 583–84, 586–87, 594, 598, 607–12, 614, 616, 784–86. New Haven: Yale University Press, 1988. ISBN 0-300-05022-4.
- Sifre al Deuteronomio 144:1–210:3. Terra d'Israele, circa 250–350 e.v. Rist. su Sifre to Deuteronomy: An Analytical Translation. Trad. di Jacob Neusner, 2:3–108. Atlanta: Scholars Press, 1987. ISBN 1-55540-145-7.
- Talmud gerosolimitano: Berakhot 12a, 94b; Peah 54a, 73a; Sheviit 45b, 85a; Terumot 37a, 39a, 64a, 72a; Maasrot 2a; Maaser Sheni 57b; Challah 46b; Yoma 13b, 41b; Sukkah 28b; Makkot ch. 2. Land of Israel, circa 400 CE. Reprinted in, e.g., Talmud Yerushalmi. Curato da Chaim Malinowitz, Yisroel Simcha Schorr, e Mordechai Marcus, voll. 1–3, 6b–11, 21–22. Brooklyn: Mesorah Publications, 2005–2011.

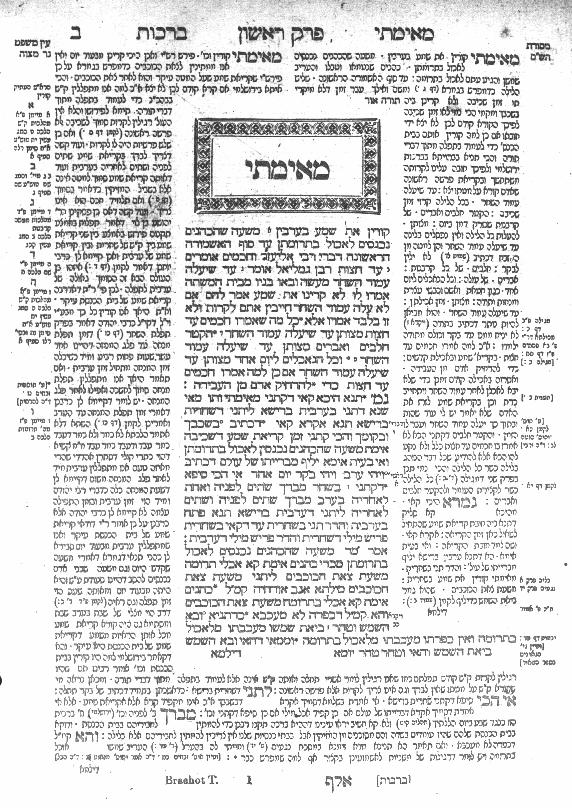
Talmud

- Talmud babilonese: Berakhot 18b, 19b, 22a; Shabbat 19a, 23a, 25b, 33a, 56b, 67b, 75a–b, 84b–85a, 94b, 127b, 129a, 140b; Eruvin 31b, 35b, 37b, 41b; Pesachim 12a, 26a, 33a, 35b, 53a, 55b, 113b; Yoma 22b–23a, 25a, 37a, 60a, 74a, 83a; Sukkah 3a–b, 46a, 51b, 55b–56a; Beitzah 3b, 10b, 12b, 19b; Rosh Hashanah 4b–5a, 6b, 21b, 24b, 25b; Taanit 7a, 31a; Megillah 5a, 20b–21a, 28a, 32a; Moed Katan 5a, 8a, 20a, 24b; Chagigah 2a, 8b, 16b–17a; Yevamot 31b, 45b, 63b, 90b, 94a, 99b, 100b, 101b–02a, 104a; Ketubot 15a, 16b, 17a, 19b, 25a, 28b, 32b–33b, 37b, 45b, 87b, 103b, 105a–b; Nedarim 31a, 87b–88a; Nazir 47b; Sotah 2a, 3b, 7b–8a, 17b, 23b, 31b–32a, 35b, 38a–b, 41b–47b; Gittin 2b, 59b, 71a, 90a; Kiddushin 13b, 18a, 29b, 32a–b, 37b, 56b–57a, 67b, 69a, 76b; Bava Kamma 4b–5a, 24a, 32a–33a, 44b, 66a, 70a–b, 72b, 73b, 74b, 75b, 82b, 84a, 86a–b, 88a, 89a, 90b, 91b, 105b, 109b, 110b, 114a, 115a; Bava Metzia 30a; Bava Batra 3b, 23b, 31b, 56b, 100b, 123b, 127a, 150a, 155b, 160b, 165b; Sanhedrin 2a, 6b, 7b, 8b–10a, 14a–b, 16a–b, 18b–19b, 20b–22a, 28a–b, 30a, 32b, 34b, 37b, 40b–41a, 45a–b, 47b, 49b, 50b, 51b, 52b, 56b, 60a–62a, 64b–65b, 67a, 68a, 78a, 79a, 84a, 86a–87a, 88a, 89a, 90a, 100b, 112a; Makkot 2a–13a, 22a, 24a; Shevuot 27b, 30a, 31a, 32a, 34a, 40a; Avodah Zarah 8b, 18a, 23a, 29b, 43b, 74a; Horayot 2a, 4a, 6a, 11a–12a; Zevachim 23b, 36a, 46a, 54b, 70b, 73a, 88b; Menachot 6a, 18b, 34a, 36a, 38a, 67a, 74a, 90b, 93a, 101b; Chullin 7b, 11a–b, 23b–24a, 37b, 75b, 79b, 81b–82a, 117a–b, 120b, 130a–33a, 134b–38a; Bekhorot 11b, 12b, 14b, 17b, 35b, 45b; Arakhin 11a, 30b; Keritot 3b–4a, 5b–6a, 23b–24a, 25a, 26a; Meilah 11b; Tamid 28b; Niddah 8b, 19a, 50a, 51a–b, 57a. Babilonia, VI secolo. Rist. su Talmud Bavli. Curato da Yisroel Simcha Schorr, Chaim Malinowitz e Mordechai Marcus, 72 voll. Brooklyn: Mesorah Pubs., 2006.

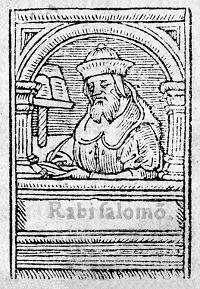
Rashi

### Medievali
- Deuteronomio Rabbah 5:1–15. Terra d'Israele, IX secolo. Rist. su Midrash Rabbah: Levitico. Trad. (EN)  di H. Freedman & Maurice Simon. Londra: Soncino Press, 1939. ISBN 0-900689-38-2.
- Rashi. Commentario. Deuteronomy 16–21. Troyes, Francia, tardo XI secolo. Rist. int. al in Rashi, The Torah: With Rashi's Commentary Translated, Annotated, and Elucidated. Trad. (EN)  e note di Yisrael Isser Zvi Herczeg, 5:181–220. Brooklyn: Mesorah Publications, 1997. ISBN 0-89906-030-7.
- Yehuda Halevi. Kuzari. 3:31, 39, 41. Toledo, Spagna, 1130–1140. Rist. in Yehuda Halevi. Kuzari: An Argument for the Faith of Israel. Introd. di Henry Slonimsky, 165, 170–71, 173. New York: Schocken, 1964. ISBN 0-8052-0075-4.
- Maimonide. Mishneh Torah. Egitto, circa 1170–1180. Rist. in Rambam: Mishneh Torah: Yad Hacahzakah: Laws of Kings and Laws of Idol Worship. Trad. di Avraham Yaakov Finkel. Yeshivath Beth Moshe, 2001. ISBN 1-892692-07-4.

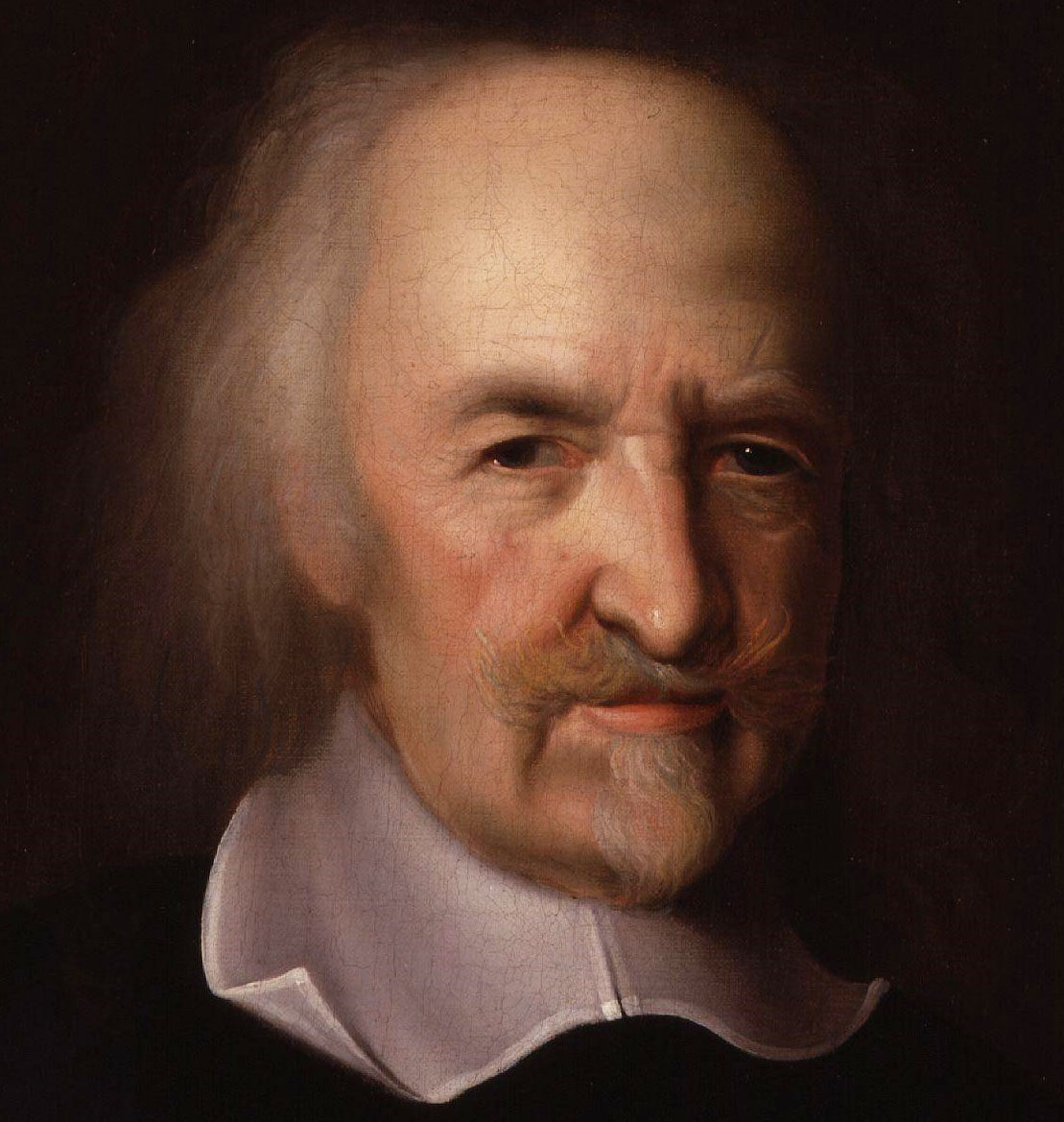
Thomas Hobbes

### Moderni
- Thomas Hobbes. Leviatano, "Review & Conclusion", Inghilterra, 1651. Rist. curata da C. B. Macpherson, pp. 476–77, 506, 518, 543, 548, 586–87, 724. Harmondsworth: Penguin Classics, 1982. ISBN 0-14-043195-0.
- Moses Mendelssohn. Jerusalem oder über religiöse Macht und Judenthum, § 2. Berlino, (DE)  1783. Rist. (EN)  in Jerusalem: Or on Religious Power and Judaism. Trad. di Allan Arkush; introd. e commentario di Alexander Altmann, 129. Hanover, N.H.: Brandeis University Press, 1983. ISBN 0-87451-264-6.
- Thomas Mann. Giuseppe e i suoi fratelli. Trad. dal (DE)  Bruno Arzeni, Arnoldo Mondadori Editore, 2006. Originale: Joseph und seine Brüder. Stockholm: Bermann-Fischer Verlag, 1943.
- Morris Adler. The World of the Talmud, 30–31. B'nai B'rith Hillel Foundations, 1958. Reprinted Kessinger Publishing, 2007. ISBN 0-548-08000-3.
- Martin Buber. On the Bible: Eighteen studies, 80–92. New York: Schocken Books, 1968.
- Jacob Milgrom. "Lex Talionis and the Rabbis: The Talmud reflects an uneasy rabbinic conscience toward the ancient law of talion, 'eye for eye, tooth for tooth.'" Bible Review. 12 (2) (Apr. 1996).
- Jeffrey H. Tigay. The JPS Torah Commentary: Deuteronomy: The Traditional Hebrew Text with the New JPS Translation, 160–93, 470–76. Philadelphia: Jewish Publication Society, 1996. ISBN 0-8276-0330-4.
- Alan Lew. This Is Real and You Are Completely Unprepared: The Days of Awe as a Journey of Transformation, pp. 65, 76–86. Boston: Little, Brown and Co., 2003. ISBN 0-316-73908-1.
- Joseph Telushkin. The Ten Commandments of Character: Essential Advice for Living an Honorable, Ethical, Honest Life, 275–78. New York: Bell Tower, 2003. ISBN 1-4000-4509-6.
- Suzanne A. Brody. "A Heavenly Ruler." In Dancing in the White Spaces: The Yearly Torah Cycle and More Poems, 106. Shelbyville, Kentucky: Wasteland Press, 2007. ISBN 1-60047-112-9.
- Eric M. Nelson. The Hebrew Republic: Jewish Sources and the Transformation of European Political Thought, 26–56. Cambridge, Mass.: Harvard University Press, 2010. ISBN 978-0-674-05058-7.

### Testi
- Testo Masoretico e traduzione JPS 1917, su mechon-mamre.org. URL consultato l'11 marzo 2013 (archiviato dall'url originale il 7 maggio 2021).
- Parashah cantata, su bible.ort.org. URL consultato l'11 marzo 2013 (archiviato dall'url originale il 10 giugno 2011).
- Parshah letta in ebraico, su mechon-mamre.org.

### Commentari
- Academy for Jewish Religion, New York, su ajrsem.org.
- Aish.com. URL consultato l'11 marzo 2013 (archiviato dall'url originale il 27 settembre 2011).
- American Jewish University, su judaism.ajula.edu (archiviato dall'url originale il 4 marzo 2012).
- Anshe Emes Synagogue, Los Angeles, su anshe.org. URL consultato l'11 marzo 2013 (archiviato dall'url originale il 5 ottobre 2007).
- Bar-Ilan University, su biu.ac.il. URL consultato l'11 marzo 2013 (archiviato dall'url originale il 7 agosto 2011).
- Chabad.org.
- eparsha.com.
- G-dcast, su g-dcast.com. URL consultato l'11 marzo 2013 (archiviato dall'url originale il 20 marzo 2013).
- The Israel Koschitzky Virtual Beit Midrash, su vbm-torah.org. URL consultato l'11 marzo 2013 (archiviato dall'url originale il 3 settembre 2011).
- Jewish Agency for Israel, su jewishagency.org. URL consultato l'11 marzo 2013 (archiviato dall'url originale il 30 settembre 2012).
- Jewish Theological Seminary (XML), su jtsa.edu. URL consultato l'11 marzo 2013 (archiviato dall'url originale l'11 marzo 2013).
- MyJewishLearning.com. URL consultato l'11 marzo 2013 (archiviato dall'url originale l'11 ottobre 2008).
- Ohr Sameach, su ohr.edu.
- Orthodox Union, su ou.org.
- OzTorah, Torah from Australia, su oztorah.com.
- Oz Ve Shalom — Netivot Shalom, su netivot-shalom.org.il. URL consultato l'11 marzo 2013 (archiviato dall'url originale il 24 giugno 2010).
- Pardes from Jerusalem, su podcasts.pardesusa.org (archiviato dall'url originale l'11 marzo 2013).
- RabbiShimon.com. URL consultato l'11 marzo 2013 (archiviato dall'url originale il 16 marzo 2012).
- Rabbi Shlomo Riskin, su ohrtorahstone.org.il. URL consultato l'11 marzo 2013 (archiviato dall'url originale il 21 agosto 2011).
- Rabbi Shmuel Herzfeld, su rabbishmuel.com. URL consultato l'11 marzo 2013 (archiviato dall'url originale l'11 marzo 2013).
- Reconstructionist Judaism, su www4.jrf.org. URL consultato l'11 marzo 2013 (archiviato dall'url originale il 16 febbraio 2006).
- Sephardic Institute, su judaicseminar.org.
- Shiur.com.
- 613.org Jewish Torah Audio, su 613.org. URL consultato l'11 marzo 2013 (archiviato dall'url originale il 27 settembre 2011).
- Tanach Study Center, su tanach.org.
- Torah from Dixie, su tfdixie.com. URL consultato l'11 marzo 2013 (archiviato dall'url originale il 13 agosto 2007).
- Torah.it, su archivio-torah.it.
- Torah.org.
- TorahVort.com.
- Union for Reform Judaism, su urj.org. URL consultato l'11 marzo 2013 (archiviato dall'url originale il 29 agosto 2008).
- United Hebrew Congregations of the Commonwealth, su chiefrabbi.org.
- What’s Bothering Rashi?, su shemayisrael.com.
- Yeshivat Chovevei Torah, su yctorah.org.
- Yeshiva University, su yutorah.org. URL consultato l'11 marzo 2013 (archiviato dall'url originale il 18 dicembre 2019).